# Kurt Vanryckeghem

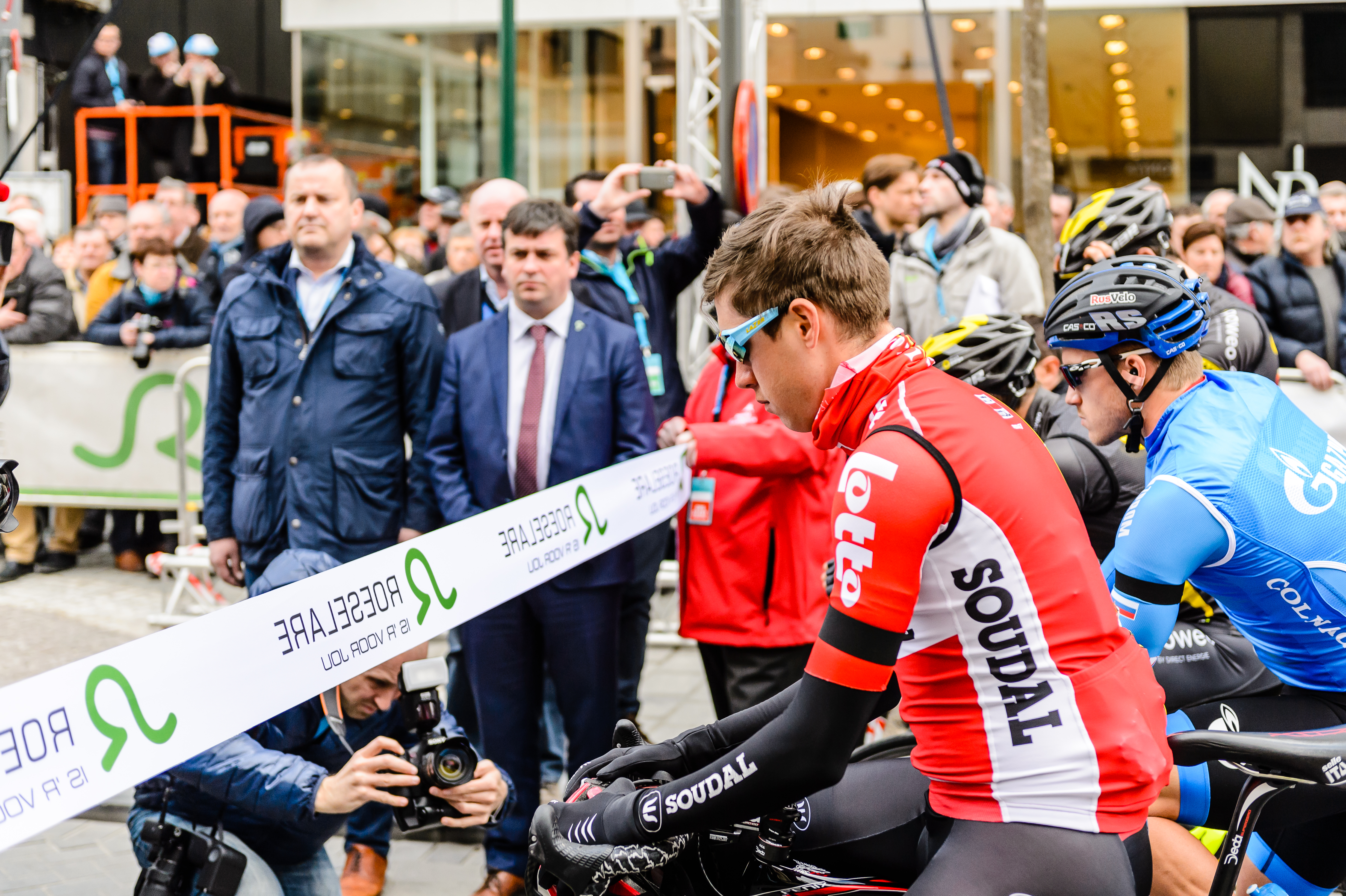
Kurt Vanryckeghem (links)

Kurt Vanryckeghem (Waregem, 14 oktober 1965) is een Belgische politicus voor CD&V. Hij is voormalig burgemeester van de stad Waregem en voormalig Vlaams Parlementslid.

## Biografie
Kurt Vanryckeghem werd geboren in Waregem. Hij ging naar de kleuterschool in de Mariaschool Gaverke en naar de lagere school in de Stedelijke Basisschool Guido Gezelle. In zijn lager middelbaar volgde hij Latijn-Grieks aan de Abdijschool Dendermonde. Voor zijn hoger middelbaar keerde hij terug naar West-Vlaanderen, om er naar school te gaan op de sportschool VILO Ter Borcht in Meulebeke. Daarna studeerde hij kinesitherapie aan de Bijloke Campus in Gent, alwaar hij in 1988 afstudeerde. Hij werd beroepshalve van 1988 tot 2001 zelfstandig kinesitherapeut.
Zijn vader Jozef was dertig jaar actief in de lokale politiek van Waregem, waarvan 18 jaar als schepen en waar hij van 1989 tot 1991 burgemeester was. Kurt Vanryckeghem trad in zijn politieke voetsporen en nam in 1994 voor de toenmalige CVP voor het eerst deel aan de gemeenteraadsverkiezingen in Waregem. Hij werd verkozen en zetelde vanaf begin 1995 in de gemeenteraad. Hij werd in 2001 schepen onder burgemeester en partijgenoot Yolande Dhondt. Bij de gemeenteraadsverkiezingen van 2006 was hij lijsttrekker voor de CD&V. De partij behaalde een monsterscore van meer dan 60 procent van de stemmen, goed voor 23 van de 33 zetels in de gemeenteraad. Begin 2007 volgde hij Dhondt op als burgemeester. Na de gemeenteraadsverkiezingen van 2012 en 2018 kon Vanryckeghem burgemeester blijven. Hij combineerde deze functie tussen 2009 en 2011 met de baan van kabinetsmedewerker van minister van Justitie Stefaan De Clerck. Vanryckeghem bleef burgemeester tot in december 2024 en werd opgevolgd door Kristof Chanterie. Vervolgens verliet hij de gemeentepolitiek van Waregem.
In 2014 nam Vanryckeghem deel aan de verkiezingen voor het Vlaams Parlement. Hij stond op de achtste plaats van de CD&V-lijst West-Vlaanderen en behaalde met 18.615 voorkeurstemmen de vier na de meeste stemmen in West-Vlaanderen. Door zijn minder gunstige achtste plaats op de lijst raakte hij echter net niet verkozen. Bij de Vlaamse verkiezingen van 26 mei 2019 stond Vanryckeghem op de vierde plaats van de lijst. Deze keer behaalde hij 15.135 stemmen en haalde hij de vierde van de in totaal vijf zetels voor CD&V in West-Vlaanderen binnen. In het Vlaams Parlement werd hij lid van de commissie Werk, Economie, Sociale Economie, Wetenschap en Innovatie.
In 2022 kondigde Vanryckeghem zijn intentie aan om afscheid te nemen van de politiek. Hij besloot zijn lopende mandaten nog wel uit te doen, maar kwam niet meer op bij de regionale verkiezingen van juni 2024, noch bij de lokale verkiezingen van oktober datzelfde jaar. Wel nam hij in oktober 2024 een ondersteunende plaats op voor de provincieraadsverkiezingen als lijstduwer. Vanryckeghem werd verkozen en besloot te zetelen als provincieraadslid van West-Vlaanderen. Kurt zijn bijnaam was 'Kurt beton' of 'Burgemeester beton'.